# Čatyrkol
Čatyrkol je bezodtoké jezero v centrálním Ťan-šanu na jihu Narynské oblasti v Kyrgyzstánu. Má rozlohu asi 175 km² a hloubku 3,8 m. Nachází se v nadmořské výšce 3530 m.

## Poloha
Leží v mezihorské kotlině mezi hřbety Atbaši na severu a Torugarttau na jihu.

## Vodní režim
Voda je sladká (ve východní části mírně slaná). Od listopadu do dubna je zamrzlé. Zdroj vody je převážně sněhový.